# St-Laurent (Falaise)

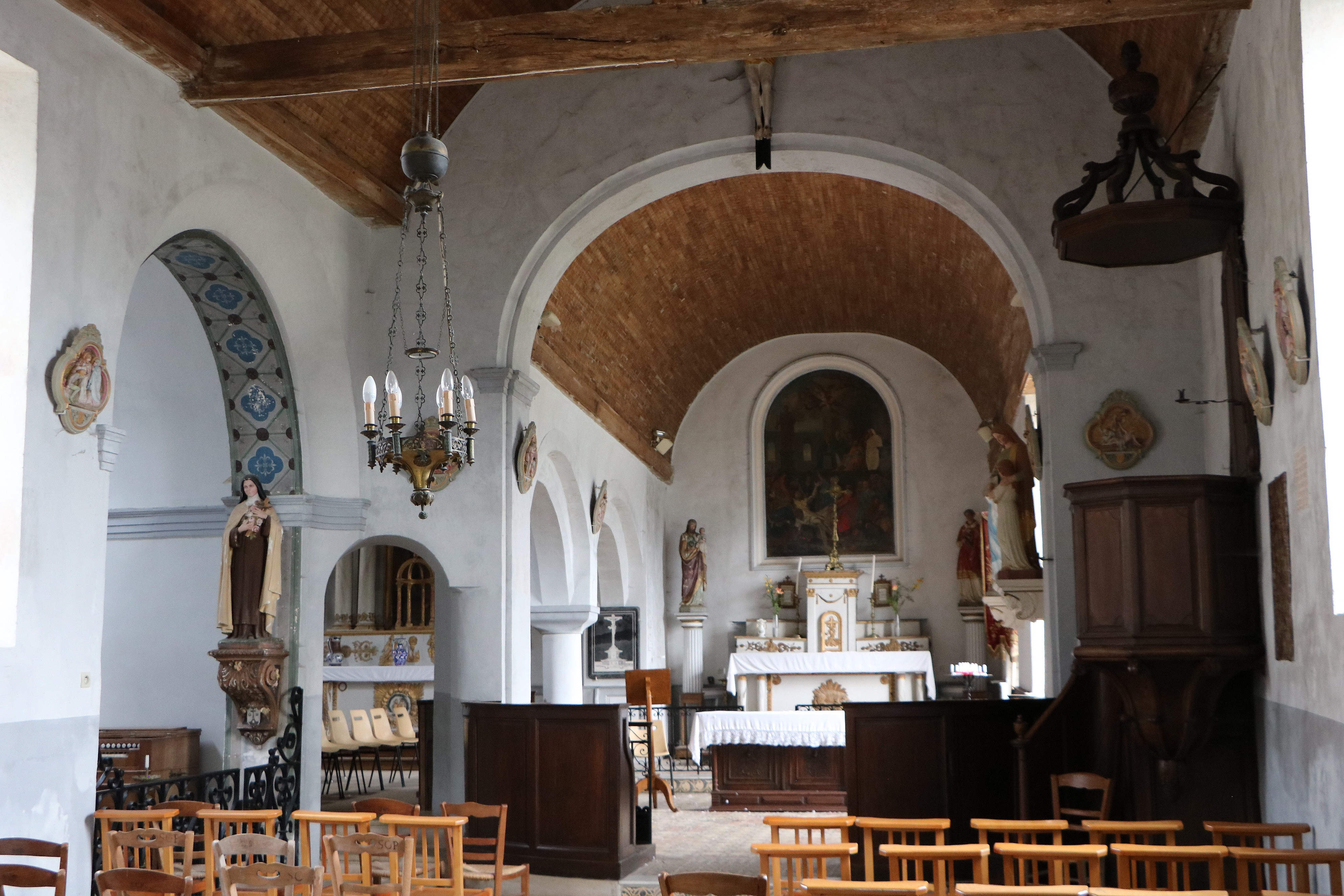
Innenansicht

Die Kirche Saint-Laurent wurde im ausgehenden 11. Jahrhundert erbaut. Der heutige Bau geht im Wesentlichen auf das 12. Jahrhundert zurück. Sie befindet sich im Norden von Falaise mit der Adresse Route de Versainville. Seit 1927 ist die Kirche als Monument historique eingestuft.
Von dem romanischen Bau sind neben dem Kirchenschiff noch Teile der Fassade und das Portal erhalten.

## Geschichte
Die Kirche wurde durch Schenkungen der Königin Mathilde begünstigt. Im 13. Jahrhundert wurden für die Gotik typische Strebepfeiler errichtet. Gautier Goulaffre ließ im 14. Jahrhundert eine Kapelle anbauen.